# 魔法少女梅露露
《魔法少女梅露露》是由ねこしたPONG創作的日本成人漫畫作品，於1993年到1995年期間在《ファンタジェンヌ》連載，後來發售OVA、成人遊戲兩部衍生作品。

## 角色
メルル・シェクル
本作的主角。14歳魔法使少女，シャルル的養女。
シャルル・ドゥ・フィーユ
老魔導師，メルル的師父。

## OVA
OVA版為於成人動畫，1997年到1998年期間分別由波素館、あかとんぼ共發售兩集，後來由MAX（マックス）於2013年11月1日發售復刻版。
| 集數 | 標題 | 導演       | 劇本         | 作畫監督       | 發售日        |
| ---- | ---- | ---------- | ------------ | -------------- | ------------- |
| 1    |      | 桃幻庵     | 石井博士     | 平出峰一       | 1997年1月21日 |
| 2    |      | 小池あひる | ねこしたPONG | おおつかじろう | 1998年4月25日 |

## 遊戲
《魔法少女梅露露 ～尋找神的至寶～》（魔法少女メルル ～神々の至宝を求めて～）是由あかとんぼ在1999年4月2日發售的冒險類型成人遊戲。

## 外部連結
- OVA復刻版第一話介紹頁 （页面存档备份，存于）MS PICTURES（日語）
- OVA復刻版第二話介紹頁 （页面存档备份，存于）MS PICTURES（日語）